# Campionati svedesi di sci alpino 2012
I Campionati svedesi di sci alpino 2012 si sono svolti a Almåsa, Bergsjö e Hassela dal 24 marzo al 1º aprile. Il programma includeva gare di discesa libera, supergigante, slalom gigante, slalom speciale e slalom parallelo, tutte sia maschili sia femminili, ma le discese libere e i supergiganti sono stati annullati.
Trattandosi di competizioni valide anche ai fini del punteggio FIS, vi hanno partecipato anche sciatori di altre federazioni, senza che questo consentisse loro di concorrere al titolo nazionale svedese.

## Risultati

### Uomini

#### Discesa libera
La gara, originariamente in programma il 28 marzo a Åre, è stata annullata.

#### Supergigante
La gara, originariamente in programma il 29 marzo a Åre, è stata annullata.

#### Slalom gigante
| Pos. | Atleta                | Nazione   | Tempo   |
| ---- | --------------------- | --------- | ------- |
| 1    | Matts Olsson          | Svezia    | 1:42,49 |
| 2    | Calle Lindh           | Svezia    | 1:43,01 |
| 3    | Jon Olsson            | Svezia    | 1:43,58 |
| 4    | Eemeli Pirinen        | Finlandia | 1:43,93 |
| 5    | Johan Pietilä Holmner | Svezia    | 1:43,95 |
| 6    | Carl-Johan Öster      | Svezia    | 1:43,99 |
| 7    | Douglas Hedin         | Svezia    | 1:44,00 |
| 8    | André Myhrer          | Svezia    | 1:44,23 |
| 9    | Björn Hedman          | Svezia    | 1:44,44 |
| 10   | Nils Högbom           | Svezia    | 1:44,64 |

Data: 25 marzo

Località: Almåsa

#### Slalom speciale
| Pos. | Atleta                    | Nazione  | Tempo   |
| ---- | ------------------------- | -------- | ------- |
| 1    | André Myhrer              | Svezia   | 1:23,32 |
| 2    | Axel Bäck                 | Svezia   | 1:23,35 |
| 3    | Oscar Andersson           | Svezia   | 1:23,83 |
| 4    | Calle Lindh               | Svezia   | 1:23,84 |
| 5    | Anton Lahdenperä          | Svezia   | 1:24,08 |
| 6    | Per Saxvall               | Svezia   | 1:24,90 |
| 7    | Bjørnar Neteland          | Norvegia | 1:24,91 |
| 8    | Henrik Gunnarsson         | Svezia   | 1:25,02 |
| 9    | Emil Johansson            | Svezia   | 1:25,17 |
| 10   | Simen Ramberg Christensen | Norvegia | 1:25,62 |

Data: 1º aprile

Località: Bergsjö

#### Slalom parallelo
| Pos. | Atleta            | Nazione |
| ---- | ----------------- | ------- |
| 1    | Fredrik Söderberg | Svezia  |
| 2    | Calle Lindh       | Svezia  |
| 3    | Per Saxvall       | Svezia  |
| 4    | Jonas Nyberg      | Svezia  |

Data: 31 marzo

Località: Hassela

### Donne

#### Discesa libera
La gara, originariamente in programma il 28 marzo a Åre, è stata annullata.

#### Supergigante
La gara, originariamente in programma il 29 marzo a Åre, è stata annullata.

#### Slalom gigante
| Pos. | Atleta                  | Nazione   | Tempo   |
| ---- | ----------------------- | --------- | ------- |
| 1    | Jessica Lindell Vikarby | Svezia    | 1:42,62 |
| 2    | Frida Hansdotter        | Svezia    | 1:43,00 |
| 3    | Sara Hector             | Svezia    | 1:43,73 |
| 4    | Veronica Smedh          | Svezia    | 1:44,00 |
| 5    | Anna Swenn Larsson      | Svezia    | 1:44,59 |
| 6    | Merle Soppela           | Finlandia | 1:44,97 |
| 7    | Magdalena Fjällström    | Svezia    | 1:45,05 |
| 8    | Nathalie Eklund         | Svezia    | 1:45,07 |
| 9    | Paulina Grassl          | Svezia    | 1:45,28 |
| 10   | Charlotta Säfvenberg    | Svezia    | 1:45,39 |

Data: 24 marzo

Località: Almåsa

#### Slalom speciale
| Pos. | Atleta               | Nazione   | Tempo   |
| ---- | -------------------- | --------- | ------- |
| 1    | Therese Borssén      | Svezia    | 1:23,40 |
| 2    | Anna Swenn Larsson   | Svezia    | 1:23,71 |
| 3    | Frida Hansdotter     | Svezia    | 1:23,81 |
| 4    | Emelie Wikström      | Svezia    | 1:23,83 |
| 5    | Nathalie Eklund      | Svezia    | 1:24,18 |
| 6    | Ylva Stålnacke       | Svezia    | 1:24,50 |
| 7    | Charlotta Säfvenberg | Svezia    | 1:24,70 |
| 8    | Lisa Blomqvist       | Svezia    | 1:24,77 |
| 9    | Paulina Grassl       | Svezia    | 1:25,05 |
| 10   | Merle Soppela        | Finlandia | 1:25,41 |

Data: 1º aprile

Località: Bergsjö

#### Slalom parallelo
| Pos. | Atleta               | Nazione |
| ---- | -------------------- | ------- |
| 1    | Paulina Grassl       | Svezia  |
| 2    | Charlotta Säfvenberg | Svezia  |
| 3    | Therese Borssén      | Svezia  |
| 4    | Anna Swenn Larsson   | Svezia  |

Data: 31 marzo

Località: Hassela